# Fúga

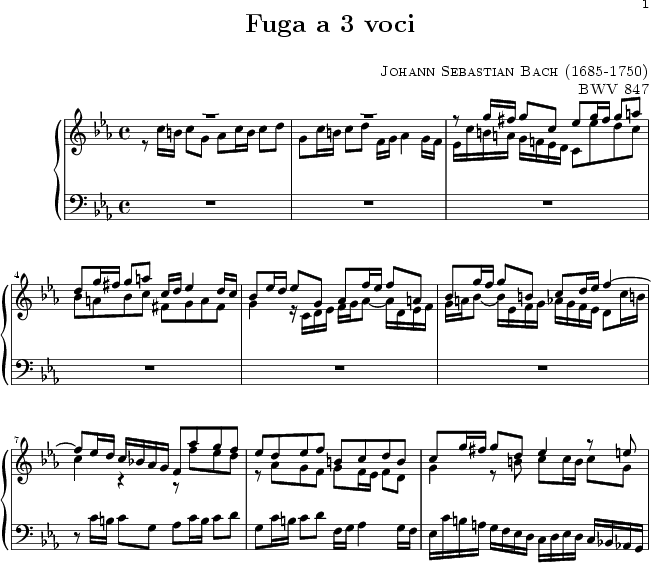
Első 9 ütem a "Fuga a 3 voci"ból (Wohltemperiertes Klavier), szerzője Johann Sebastian Bach

A fúga (ol. fuga, franc. és ang. fugue, ném. Fuge) az ellenpontozó műformák közt a legjelentősebb, mely a századokon át fejlesztett többszólamú zenéből végül a 18. században magas színvonalra emelkedett, kiváltképpen Johann Sebastian Bach és Georg Friedrich Händel műveiben.
A fúga név a latin fugere (kergetni) szóból keletkezett, mert lényege abból áll, hogy több szólam egy rövid zenei frázist vagy hosszabb-rövidebb tételt több száz ütemen keresztül, minden – főleg – rokonhangnemben ismétel; úgymond egyik a másikat pihenés nélkül kergeti, hajszolja, mialatt a többi szólam hozzájuk a kíséreti szólamokat szolgáltatja.
A fúgának legtökéletesebb formai szerkezete a négyszólamú fúga, mely a négy fő emberi hangfajra (szoprán, alt, tenor és basszus) támaszkodik. A korábbi századokban csak kétszólamú fúgák voltak divatban – s azok is az egyházi figurált éneklésből fejlődtek ki – hosszabb ideig nem is voltak egyebek, mint szoros utánzatok kánon alakjában; hol a kezdő szólamot egy másik szolgai módon utánzott, előbb egy oktáv-, később más párhuzamban is. Majd egy harmadik- és végül egy negyedik szólam is bekerült ebbe a körforgásba. Lassanként aztán szabvánnyá vált, hogy a fő dallamszólamot csak egy másik szólam utánozza, különböző, de mindig rokonhangnemben, a többi pedig azalatt a főszólamtól eltérő kísérő szólamot csatoljon hozzá olyformán, hogy a három vagy négy szólam mindig szabatos harmóniai tételeket képezzen.
A fúga szerkezetének rendszere a következő:
1. Dux (vezérszólam), vagy Guida (téma), melyet a szereplő ének vagy hangszerszólamok bármelyike egymagában elkezdhet. Az ilyen főtéma terjedelme tetszés szerinti: lehet két-három taktusból álló dallammotívum, vagy tíz-tizenkét taktusra terjedő periódus is, de a taktusszámot a későbbiekben minden szólamnak szorosan be kell tartania.
2. Comes (társszólam), vagy Riposta (felelet), amely azáltal érvényesül, hogy amikor a főtéma kezdő frázisa befejeződik, és ezt egy másik szólam veszi át, a Dux, a vezérszólam hozzá kíséretül szegődik.
3. Repercussio (kidolgozás), amely azáltal érvényesül, hogy mielőtt a főtémát utánzó szólamok valamelyike „fölvenné a fonalat”, a többi szólam együttesen a Dux és Comes hangkészleteiből szőtt, de más-más alakú hangképleteket csoportosít egynéhány taktuson át, mintegy előkészítendő azt, hidat képez a főtéma újbóli fölcsendüléséhez.

Minél több szólamra van a fúga fektetve, annál gazdagabb és változatosabb lesz az ilyen kidolgozás is. A főtéma fellépése rendesen a rokonhangnemekben (domináns, szubdomináns) történik, közben a dúr és moll jelleg váltakozik. Az is gyakori eset, hogy az első feleletet képviselő szólam hangképlete más hangnemekben is ismétlődik.
A fúga általában párokban lép fel, ritka a magában álló kompozíció. Ilyen például a prelúdium és fúga, a fantázia és fúga, a toccata és fúga.
A főtéma első ismétlése szabályszerűen mindig az alaphangnemet uraló hangnemben lép fel, például ha a fúga alaphangneme C, akkor G-ben. Mivel minden hangnemnek több közeli rokona van, amelyek tőle egy módosítójellel több vagy kevesebb, és azok párhuzamos hangnemek, világos tehát, hogy egy négyszólamú fúga a több száz ütem terjedelmet is elérheti, ha a főtéma csak az ilyen hangnemekben egyedül fut át az összekötő melléktételekkel együtt. Szerkesztése a következőképp történik: a Dux indítja a témát, majd miután elénekelte, belép a Comes, a ritmikusan kontrasztos ellendallammal. A belépésére is különböző módszerek vannak: a téma hangértékeinek felezése, vagy éppen megkétszerezése; a téma tükör, rák, ill. ráktükör alakjában is visszatérhet.Gyakori az az eset, amikor többszöri belépéssel a valóságosnál több szólam illúzióját keltik. Ha valamennyi szólam elénekelte a témát, véget ér az expozíció, és megkezdődik a kidolgozás: a téma elemeinek darabokra hasításával, figuratív feldolgozásával a lehetséges kontrapunktikus lehetőségeket fejti ki a szerző. Általában három a kidolgozások száma, de Bach ezt sokszor túllépi, vagy annyira összemossa a kidolgozásokat, hogy nehéz eldönteni, hol kezdődik, és végződik egy-egy kidolgozás. De emellett tágítja a fúga keretét az un. orgonapontra támaszkodó zárlati rész is, mely rendesen az egész mű folytán szerzett hangképleteket kinyújtva v. összevonva tünteti fel a főtéma vagy annak csak egyes motívumai közé csoportosítva. Az ilyen orgonapontok a legérdekesebb részét szokták képezni a fúgának, és gazdag ritmikai és harmóniai kombinációkra nyitnak tért. Az orgonára irt fúgáknál az orgonapontot képező tonika vagy a vele váltakozó uralkodó hang hatását nagyban emelik a pedál-hangok, melyek a legmélyebb hangokat szólaltatják meg. A zárás után néha kisebb rész következik, visszaütve a fúga előtt elhangzó szakaszra.
A rövidebb fúga a fughetta.
A korálfughetta valamely korál dallamának témaként való felállításából ered.

## Típusok
- Permutációs fúga esetén hangcsere történik: a kontrapunktok megtartódnak, és ablak módjára rázáródnak a főtémára.
- A duplafúgák esetén a fúga két témát tartalmaz. A következőképpen lehet őket elosztani: első téma fúgája – második téma fúgája – fúga mindkettőre (például Wohltemperiertes Klavier, II. kötet, gisz-moll fúga); első és második téma egyszerre (például Bach: Passacaglia c-moll, Thema fugatum); első téma fúgája, majd a kettő közös fúgája (például Wohltemperiertes Klavier, II. kötet, H-dúr fúga).
- A triplafúga 3 témát tartalmaz, ahol először a témák kerülnek bemutatásra, majd ezek kontrapunktikusan variálódnak.
- A quadrupelfúga a nevéből adódóan 4 témát tartalmaz, szerkezete a triplafúgához hasonlítható. Azon művek, amelyek ilyen módszerrel készültek, általában nagyon hosszúak, mert mind a négy téma kifejtése igen sok időbe telik.
- A tükörfúga az egyik legtrükkösebb fúgatípus. Ebben az esetben a fúga témája, s maga az egész kompozíció balról jobbra olvasva, valamint jobbról balra olvasva is megegyezik. Ennél a típusnál horizontális tükrözéssel kerül megszerkesztésre a fúga. Ilyen például J.S.BACH – Die Kunst der Fuge kötetében a Contrapunctus III és IV.(BWV 1080/3 és 1080/4); valamint ugyanezen kötet Contrapunctus XII (BWV 1080/12) tétele.
- A rákfúga a másik trükkös fúgatípus. Ebben az esetben a fúga témájának tükrözése vertikális módon történik. Ilyen fúgát J.S.BACH – Die Kunst der Fuge kötetében nem találunk, de a Musikalisches Opferben igen.
- A ráktükör-fúga az előző két fúgatípus keveréke, amelyben a téma horizontális és vertikális tükrözése egyszerre van jelen.